# Cissus megacarpa
Cissus megacarpa là một loài thực vật hai lá mầm trong họ Nho. Loài này được Lauterb. miêu tả khoa học đầu tiên năm 1925.